# Elsie Havlasová
Elsie Havlasová (anglicky Elsie Havlasa, rozená Heřmanová, 31. srpna 1891 Los Angeles, Kalifornie – 1957 Los Angeles, Kalifornie) byla česko-americká překladatelka, cestovatelka a feministka, manželka v USA usazeného českého spisovatele, novináře a pozdějšího československého diplomata Jana Havlasy. Se svým manželem absolvovala několik cestovatelských výprav po zemích Jižní Ameriky, Japonska, Číny, Francouzské Polynésie a dalších, přičemž se tak stala držitelkou několika cestovatelských prvenství.

## Život

### Mládí
Narodila se v Los Angeles v Kalifornii v prostředí českoamerické komunity. Byla vnučkou českého emigranta Jana Heřmana, narozeného v Kroužeckém mlýně u Nebužel nedaleko Mělníka, mj. přítele Karla Havlíčka Borovského. S Janem Havlasou se seznámila při jeho pobytu v USA a v březnu 1910 společně uzavřeli sňatek.

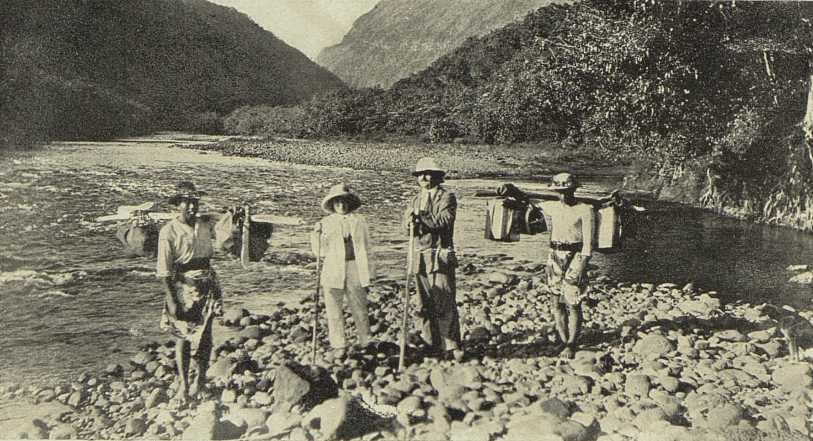
Jan a Elsie Havlasovi na Tahiti roku 1910 (Český svět, 1911)

### Cesty po Asii a Oceánii

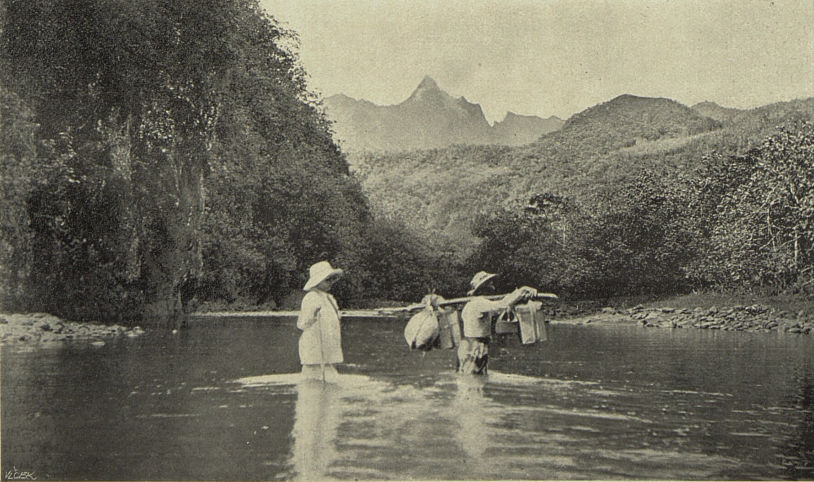
Elsie Havlasová na Tahiti roku 1910 (Český svět, 1911)

Nedlouho po svatbě manželé vyrazili na cestu do Asie. Po cestě do Japonska navštívili Tahiti, kde se setkali s Milanem Rastislavem Štefánikem, který se zde mj. zabýval astronomickým výzkumem. Havlasovi podnikli na ostrově Tahiti v doprovodu dvou domorodých průvodců pětidenní pěší výpravu napříč ostrovem. Havlasová se tak stala patrně první ženou evropského původu, která ostrov prošla. Během pobytu na Samoi se manželé Havlasovi měli též setkat s náčelníkem jménem Ori Ori, který byl osobním přítelem zde žijícího skotského spisovatele Roberta Louise Stevensona. O jejich cestě se mj. zmínilo periodikum San Francisco Examiner.
V letech 1912–1913 potom pobývali v Japonsku, popisy pobytu s fotografiemi byly zveřejňovány v českém tisku. Na cestě do Evropy dále navštívili i další asijské země jako Čínu, Singapur či Indii. Cestovatelské zkušenosti využíval Havlasa jako náměty ke své literární tvorbě. Do roku 1914 přicestovali do Čech.
Během první světové války byl Jan Havlasa pro své protirakouské postoje politicky perzekvován a rovněž po jistou dobu vězněn.

### Po vzniku Československa

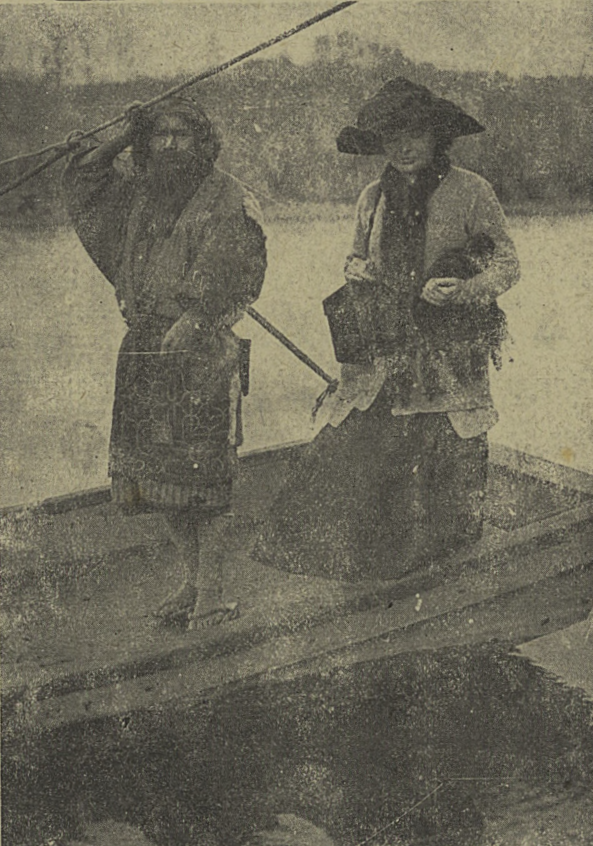
Elsie Havlasová v severní Číně roku 1919 (Vídeňské illustrované noviny, 1920)

Po vzniku samostatného Československa byl Havlasa roku 1919 jmenován zmocněncem v Pekingu. Při cestách zemí byla Havlasová českým tiskem označena za první Češku, které cestuje Čínou. Posléze pak Havlasa vykonával v letech 1920-1924 funkci prvního čs. vyslance v Brazílii, Elsie jej při zahraničním pobytu opět doprovázela. Havlasa byl v roce 1922 byl na základě stížnosti bývalého zaměstnance vyslanectví odvolán do Prahy, do Brazílie se jako vyslanec opět vrátil, ale pod podmínkou, že po roce opustí československé diplomatické služby. Po ukončení mise opiové komise Společnosti národů ve východní Asii, které se Havlasa účastnil, se v letech 1930–1937 manželé usídlili v Paříži a v letech 1937–1939 v Monaku.
Po zániku Československa odjeli manželé Havlasovi v květnu 1939 do USA, až do roku 1943 pak žili v Kalifornii. Následně se přestěhovali do Chile, kde Jan Havlasa převzal místo vyslance československé exilové vlády. V září 1943 se ujal úřadu; v prosinci 1945 byl již v Praze sídlící československou vládou odvolán do ČSR, ale toto odvolání bylo po intervencích z Chile i Československa zrušeno. Definitivně byl z Chile odvolán v roce 1946 a s manželkou se vrátili Kalifornie.

### Úmrtí
Elsie Havlasová zemřela roku 1957 v Los Angeles v Kalifornii ve věku 65 nebo 66 let.

### Rodinný život
Sňatek s Janem Havlasou uzavřeli 3. března 1910. Manželství bylo harmonické, avšak zůstalo bezdětné.

## Dílo

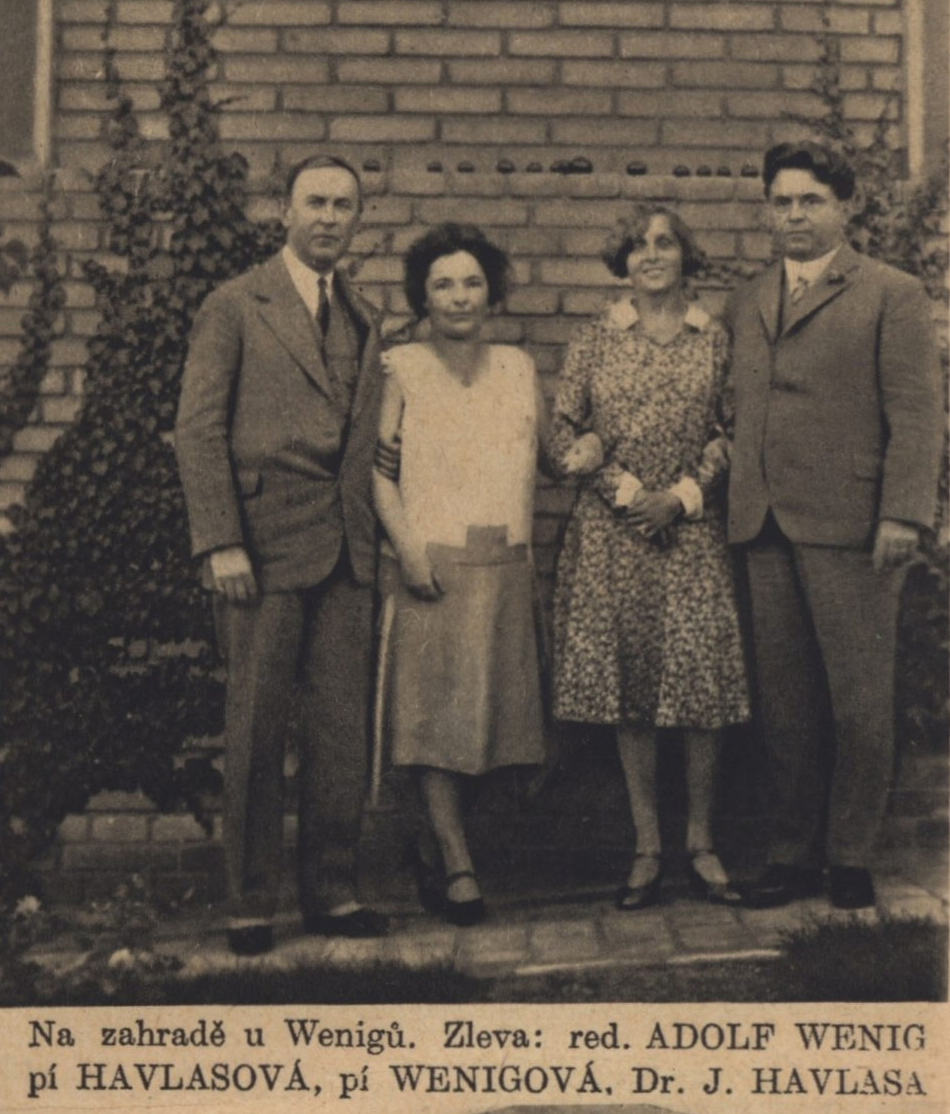
A. Wenig a J. Havlasa s manželkami v roce 1929

Překládala z češtiny i do češtiny. Z angličtiny přeložila mj. několik děl spisovatele Johna Galsworthyho, naopak do angličtiny pak vypracovala několik překladů československých autorů.

### Překlady do češtiny
- John Galsworthy: Okna (divadelní hra, 1927)
- John Galsworthy: Tmavý květ (Melantrich, Praha 1928, znovu 1931 a 1934)
- Rudyard Kipling: Černé na bílém (Jos. R. Vilímek, Praha, 1928)
- Robert Louis Stevenson: Klub sebevrahů a jiné dobrodružné příběhy (Jos. R. Vilímek, Praha, 1929)
- John Galsworthy: Spisy Johna Galsworthyho (Melantrich, Praha 1935, vyšlo po smrti autora)

### Překlady do angličtiny
- Thomas G. Masaryk (Jan Herben, Československá zahraniční kancelář, 1919)